# Diploma

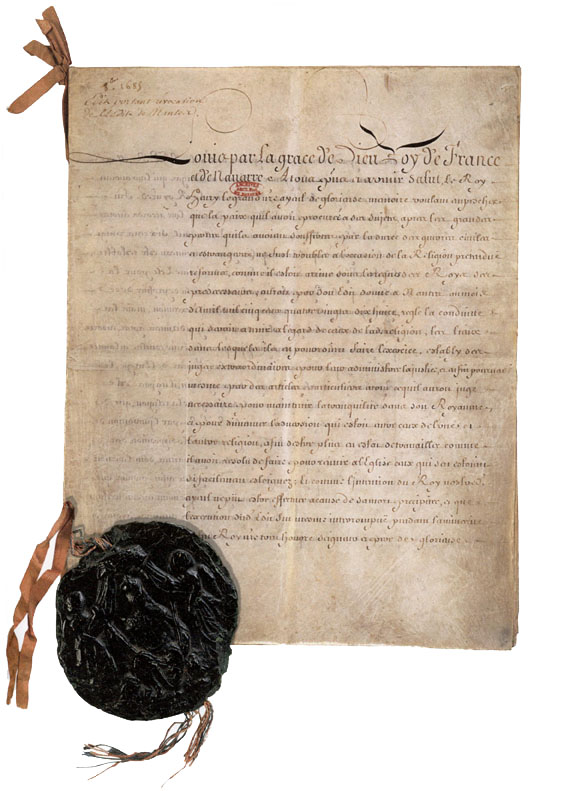
Edicte de Fontainebleu, 1685

Per a les ciències històriques, el diploma (del llatí, díplōma, i del grec clàssic: δίπλωµα, significant «doblegat») és un document emanat generalment d'una autoritat sobirana o d'una entitat oficial, conferint o testificant un dret (patent, butlla), un títol (nobiliari, professional), un reconeixement (condecoració, premi) o un títol acadèmic (grau, màster, doctorat). Comporta elements d'autenticació mitjançant uns signes de validació com pot ser un segell, un monograma, una signatura manuscrita o un reconeixement de l'escrivà. És part de l'objecte d'estudi de la diplomàtica.
Però un diploma també, des del punt de vista més concret de la Diplomàcia, era un document oficial, «una carta de recomanació o que atorgava una llicència o privilegi», remesa per l'autoritat suprema d'una entitat política sobirana a les autoritats d'una altra, per informar-los que el posseïdor exercia funcions de representació oficial i per sol·licitar-los certs privilegis per al funcionari en la jurisdicció del destinatari. Aquest document es caracteritzava per estar doblegat, i en algunes ocasions cosit en raó que el contingut era una comunicació privada entre el remitent i el destinatari. El document es lliurava doblegat, i contenia una recomanació oficial —amb certs poders— per a aquells funcionaris que es dirigien a un altre país o província d'un imperi. El portador del «plec» o diploma era ipso facto un diplomàtic.

## Història

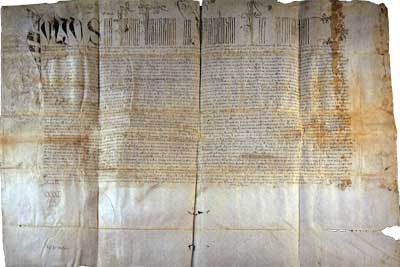
Butlla papal sobre pergamí, 1505

L'accepció clàssica era qualsevol instrument o document (com tauletes o plaques metàl·liques formades per dues parts enganxades) expedit per alguna autoritat pública per a atorgar als soldats llicenciats, que en molts casos s'havia de lliurar al domicili del premiat, certificant els anys de servei i els drets i privilegis concedits com a gratificació.
Dels diferents noms emprats antigament, els més destacats són els següents: cártula, carta o karta, instrument, testament, pàgina o escriptura. S'anomena cartulario, llibre, becerro o tomb, al còdex que reuneix les còpies literals dels diplomes o privilegis concedits a una església o institució, i que es guarda en l'arxiu de la mateixa. Una altra denominació antiga seria el terme pergamí, que està determinada pel tipus de suport del material utilitzat.

## Elements d'un diploma
En tots els diplomes figuren tres elements personals:
- l'autor, en el nom del qual s'escriu
- el destinatari, a qui es dirigeix
- el canceller o escrivà que l'escriu o autentifica a demanda de l'autor o del destinatari

## Criteris de classificació

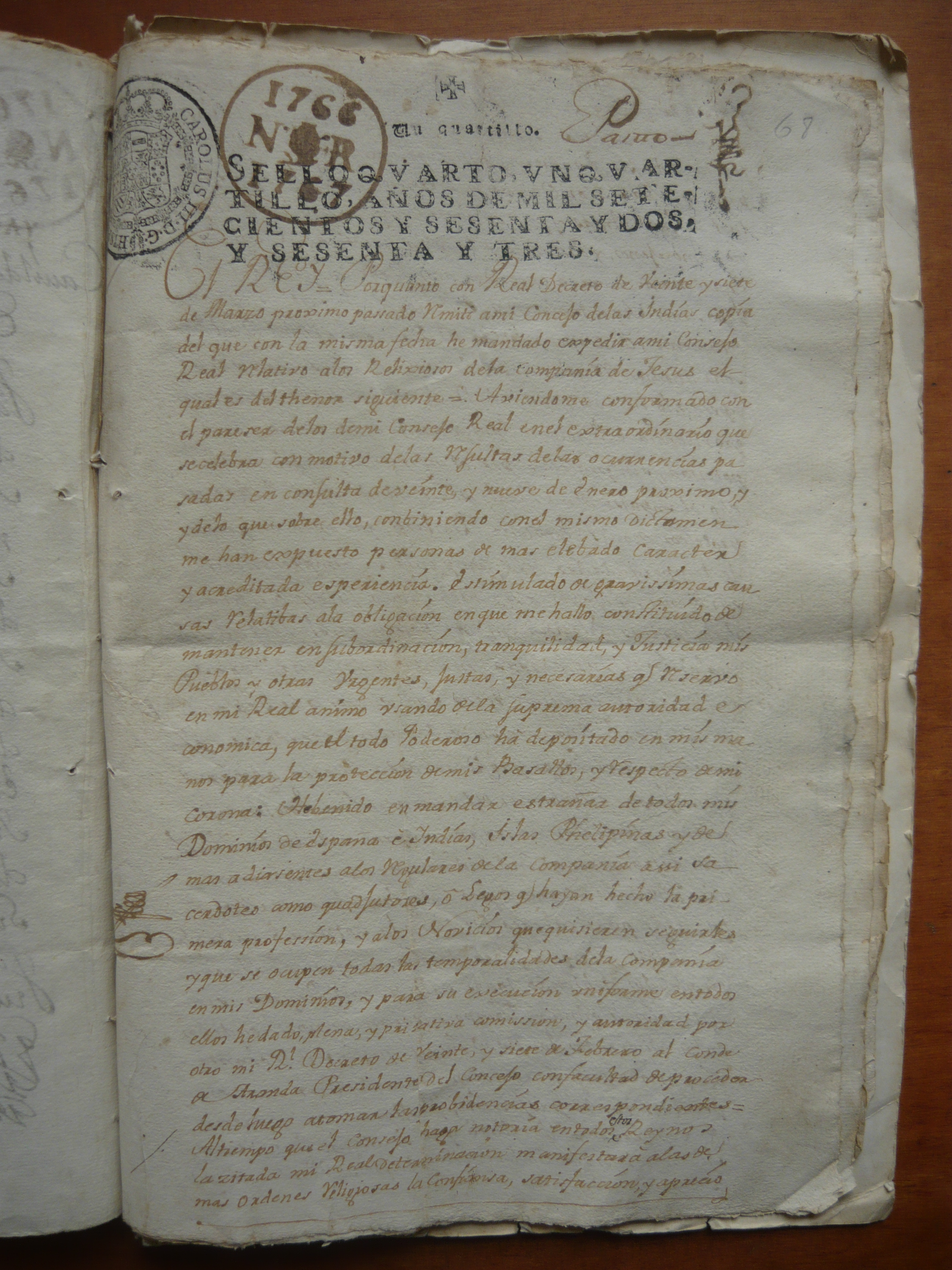
Pragmàtica sanció del Cabildo de Pastura, 1767

Els diplomes o documents es classifiquen per raó de:
- L'autor, es divideixen:
  - Públics, els que procedeixen d'una cancelleria o autoritat
  - Privats, pertanyen al dret privat i van autoritzats per notaris.
- Objecte o assumpte. Els diplomes poden ser: 
  - Autògrafs, originals autèntics. Els autògrafs es divideixen en:
    - Hològrafs, escrits per la mà de l'autor
    - Quirògrafs, obra d'un escrivent (amanuense) amb la signatura de l'autor.

  - Apógrafos, simples còpies. Es divideixen en:
    - Normals
    - Autoritzats o confirmats.
- Per l'objecte que els motiva poden ser:
  - Decrets
  - Edictes
  - Constitucions
  - Pragmàtiques
  - Ordenances
  - Cartes de privilegis, concessions de gran importància que l'Autoritat fa a particulars i corporacions.
  - Carta de poblament, com les anteriors però que contenen repartiment de terres i altres concessions fetes per lor reis als qui vagin a poblar ciutats conquistades.
  - Actes i sentències judicials, donades en nom del poder judicial.
  - Escriptures notarials o actes, testaments i contractes que autoritza un notari públic
  - Actes capitulars i documents equivalents o actes de sessions.
  - Executòries, documents que testifiquen haver obtingut una persona en judici sentencia declaratoria de noblesa de sang
  - Títols civils i cartes credencials que donen fe del nomenament oficial o de la missió o ambaixada que s'ha confiat a una persona i les últimes, sobretot, quan es donaven a un ambaixador en nom del rei envers el d'una altra nació.
  - Cartes de recomanació, que recomanen oficialment al subjecte al que s'atorguen.
- Per les formalitats que acompanyen al document pot ser:
  - Privilegi rodat, que porta en dibuix o pintura un signe rodat
  - Carta emplomada, que té segell de plom
  - Butlles, breus i motu-proprios.
  - Albalà, document real de mercè o provisió o llicència per a coses d'interès secundari.
  - Les cèdules reals que van succeir als albalà i que només es diferencien d'aquests a estar escrites amb lletra cortesana.
  - Les cartes partides per A, B, C o escriptures per duplicat en les quals es posen aquestes lletres entre els dos exemplars i es tallen a través perquè es dificulti la falsificació quedant-se cadascuna de les parts contractants amb la seva porció respectiva. Aquests documents van començar a Anglaterra ja al segle ix. A França, al segle xi i a Espanya durant la segona meitat del mateix però es van fer rares en generalitzar-se l'ús del paper.

## Matèria i forma dels diplomes
La matèria clàssica dels bons diplomes en l'edat mitjana, d'ençà el segle vii i encara en la moderna ha estat constantment el pergamí més o menys avitelat però sense exclusió d'altres làmines en els primers segles medievals. Fins a l'època de Carlemany de tant en tant s'usava el metall, i fins al segle xi va obtenir algun favor el papir. Des del segle xiii es prepara millor el pregamí i es distingeix per la seva major blancor. Al mateix segle o abans (des del segle xii a Sicília per Roger II) va començar a usar-se el paper comú en documents de menor importància, la qual cosa es generalitza en el segle xv malgrat el grollera i fluixa que resultava aquesta matèria en aquells dies i que s'anava millorant de segle en segle. El document més antic en paper que es coneix a Espanya és un registre de l'any 1237 sobre el repartiment del regne de València que va manar fer Jaume el Conqueridor.
La tinta emprada comunament en els diplomes és la negra excepte en petits adorns de les lletres i en signatures o rúbriques d'antiquíssims documents imperials que la tenen vermella. Alguna rares vegades en documents imperials o reals de l'època de Carlemany es va aplicar tinta àuria i més sovint ho van fer els Emperadors d'Orient. Però no es refereixen a ella sinó al segell d'or els noms de carta àuria o butlla àuria que es donen a certs diplomes regis i pontificis de l'edat mitjana. En els documents escrits amb tinta negra d'ençà el segle xiii, s'observa sovint notable pal·lidesa o color groguenc en les lletres a causa de la descomposició química lentament produïda amb el caminar del temps. En canvi es conserva negra la dels segles xi i xii. S'atribueix aquesta diferència al fet que en els segles anteriors al segle xiii solia emprar-se la tinta de negre de fum i no la d'agalles que es va usar des de llavors.
La forma externa dels diplomes és la d'una làmina rectangular escrita per una de les cares (que en els pergamins, és la de l'interior o de carn) i disposada per guardar-se atropellada o doblegada, penjant de la vora inferior un o més segells de cera o de metall en els documents més solemnes. Si estigués escrit per ambdues cares, exsistiria l'opció de no ser original sinó una còpia o un document fals, a no ser en actes i executòries quan tenen la forma de quadern, la qual cosa és raríssima abans del segle xiv.
En les antigues civilitzacions assiri-caldeas i egípcies, el mateix que en la grega i primitiva romana, va haver sens dubte, veritables diplomes però la seva matèria i la seva forma no es distingien aparentment d'altres escrits nacionals. Consistint per punt en tauletes d'argila, papirs i làmines de bronze.

## Llengua i escriptura dels diplomes

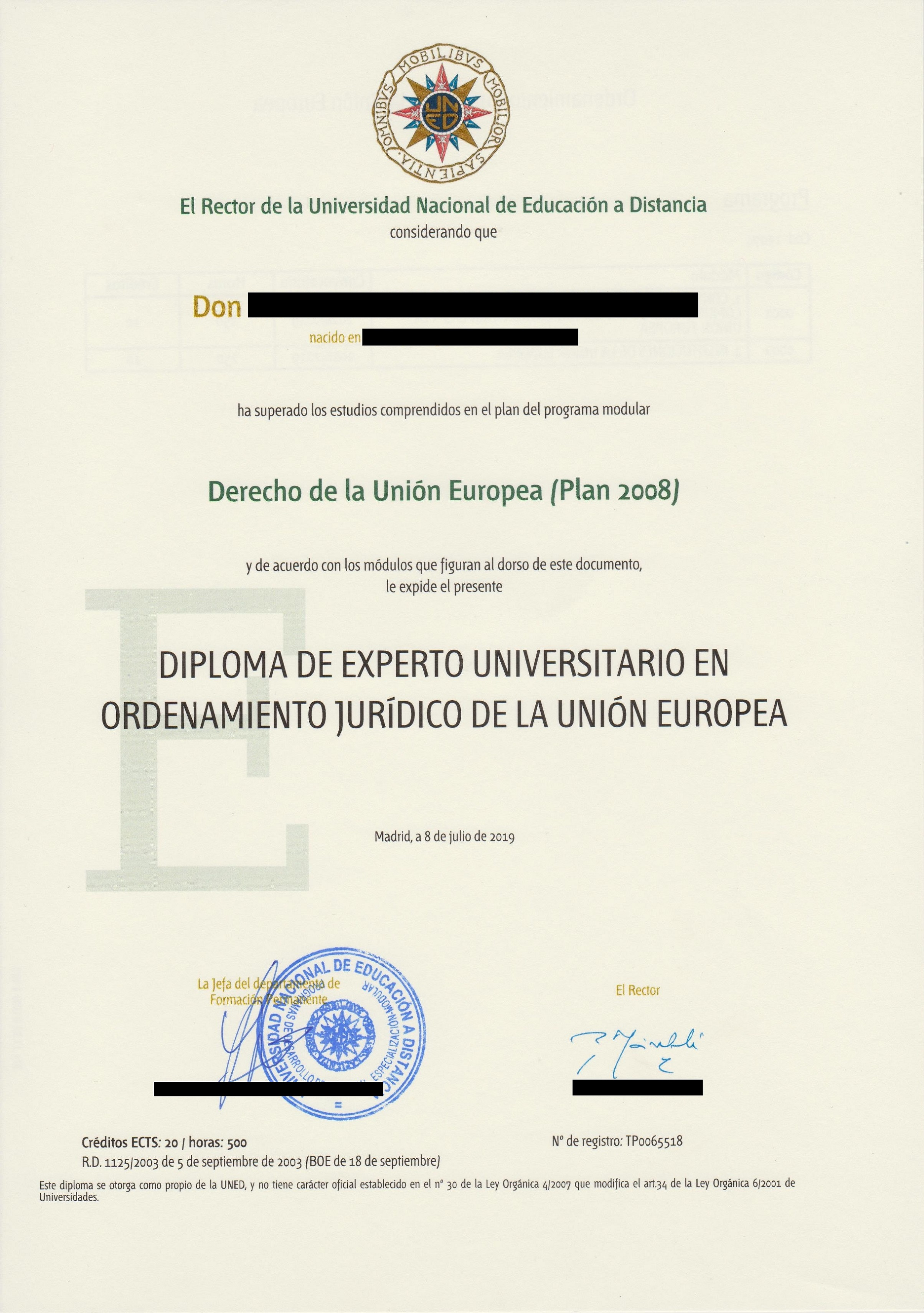
Diploma d'un títol propi de la Universitat Nacional d'Educació a Distància.

A l'edat antiga i a l'edat moderna l'idioma que s'utilitzava als documents era el propi de la nació respectiva, almenys, en aquesta última en els quals no eren internacionals. Durant l'Edat mitjana es van redactar, en general en llatí, els documents de les nacions corresponents a l'Occident cristià i en grec, les d'Orient i per molts segles, també les de Sicília i Sud d'Itàlia. Però ja d'ençà el segle x es van barrejae del llatí frases vulgars o en romanç, i des de finals del segle xii es van redactar alguns documents completament en llengua vulgar, almenys, en les nacions europees (a Provença, ja d'ençà el segle xi). Quan no es tracta de comunicacions internacionals, augmenta de tal manera al segle següent que arriba fins a fer-se exclusiu l'idioma vulgar per a documents eclesiàstics.
Els documents castellans i lleonesos va cessar el llatí des de mitjan segle xiii encara que una mica més ho van retenir els notaris, sobretot, en el formulisme de les seves actes. A la Corona d'Aragó va seguir el llatí fins al segle xvii, però des de mitjan segle xiii es van redactar en català alguns documents notarials. A Navarra es va adoptar el castellà i de tant en tant, el francès però més tirant al segle xiv.
L'idioma llatí dels documents medievals es presenta a totes les nacions molt decadent i ple de barbarismes. Però des de segle xi va millorant a Itàlia, majorment d'ençà el segle xiii imitant alguna cosa de les altres nacions.
Quant al tipus de lletra adoptat en els diplomes, segons la seva classe en general pot afirmar-se que a l'Occident es va usar la lletra cabdal i uncial romana fins al segle vii. Van seguir després les escriptures nacionals i durant els segles xiii, xiv i xv es va utilitzar l'anomenada escriptura gòtica amb les seves derivacions, per reemplaçar-la amb la itàlica des de finals del segle xv en els millors documents. A l'escriptura acompanyen alguns adorns sempre amb sobrietat en els diplomes i s'il·luminen amb algun color les inicials i els signes rodats però en les còpies d'alguns diplomes de gran importància s'observa amb freqüència major decoració pictòrica ostentant sovint el retrat de la persona règia que va atorgar el document.